# Razzia sur la chnouf
Razzia sur la chnouf is een Franse film van Henri Decoin die werd uitgebracht in 1955.
Razzia sur la chnouf is de verfilming van de gelijknamige politieroman van Auguste Le Breton die verscheen in 1954.

## Samenvatting
Paul Liski, leider van een Parijse drugsbende, wil dat er orde op zaken gezet wordt binnen zijn organisatie. Hij doet een beroep op Henri Ferré, bijgenaamd le Nantais, die naar Parijs terugkeert na een verblijf in de Verenigde Staten. Liski bezorgt hem een dekmantel, le Nantais wordt de uitbater van een bar. Van daaruit bestudeert hij aandachtig alle raderen van het drugsdistributienet. Ondertussen zet de politie alle middelen in om dat drugsnetwerk te ontmantelen ... 

## Rolverdeling
| Acteur            | Personage                                     |
| ----------------- | --------------------------------------------- |
| Jean Gabin        | Henri Ferré, 'le Nantais'                     |
| Magali Noël       | Lisette, de kassierster van de bar Le Troquet |
| Paul Frankeur     | commissaris Fernand                           |
| Marcel Dalio      | Paul Liski, de leider van het drugsnet        |
| Lino Ventura      | Roger le Catalan                              |
| Albert Rémy       | Bibi, de handlanger van Roger                 |
| Lila Kedrova      | Léa, de verslaafde                            |
| Pierre Louis      | inspecteur Leroux                             |
| Jacqueline Porel  | Solange Birot                                 |
| François Patrice  | Jo, de homoseksuele dealer                    |
| Michel Jourdan    | Marcel, de dealer met de fiets                |
| Roland Armontel   | Louis Birot, de scheikundige                  |
| Françoise Spira   | Yvonne, de toiletjuffrouw                     |
| Jacques Morlaine  | een inspecteur                                |
| Josselin          | Fredo, een tussenpersoon                      |
| Jean Sylvere      | Émile Lourmel, de spoorwegarbeider            |
| Simone Sylvestre  | de gezellin van de man met de revolver        |
| François Joux     | een inspecteur                                |
| Robert Le Fort    | Julien, de ober van Le Troquet                |
| René Alie         | de transporteur                               |
| Paul Azaïs        | de kroegbaas                                  |
| Marcel Bozzuffi   | de klant met de revolver                      |
| Georges Demas     | inspecteur Dupont                             |
| Auguste Le Breton | Auguste, de organisator van de spelen         |